# Sankt Johannes Teologens ortodoxa kyrka, Chełm
Sankt Johannes Teologens ortodoxa kyrka (polska: Cerkiew konkatedralna św. Jana Teologa) är en polsk-ortodox församlingskyrkobyggnad belägen vid korsningen mellan gatorna Młodowska, Mikołaja Kopernika och Henryka Sienkiewicza i staden Chełm i Lublins vojvodskap, i östra Polen.
Kyrkan är helgad åt aposteln Johannes och tillhör Lublins och Chełms stift.

## Historik
Sankt Johannes Teologens ortodoxa kyrka i Chełm började byggas 1846 och stod klar 1852. 1864 blev kyrkan en församlingskyrka på grund av ökningen av antalet östortodoxa kristna invånare i staden.
Idag (2012) är det den enda aktiva östortodoxa kyrkan i staden.

## Kyrkan
Kyrkobyggnaden har både klassicistiska och rysk-bysantinska inslag. Byggnaden har en kapacitet för mellan 350 och 400 personer och har ett fristående klocktorn.
Den 13 februari 1967 infördes kyrkan (med klocktornet) i ett register över monument.

## Bilder

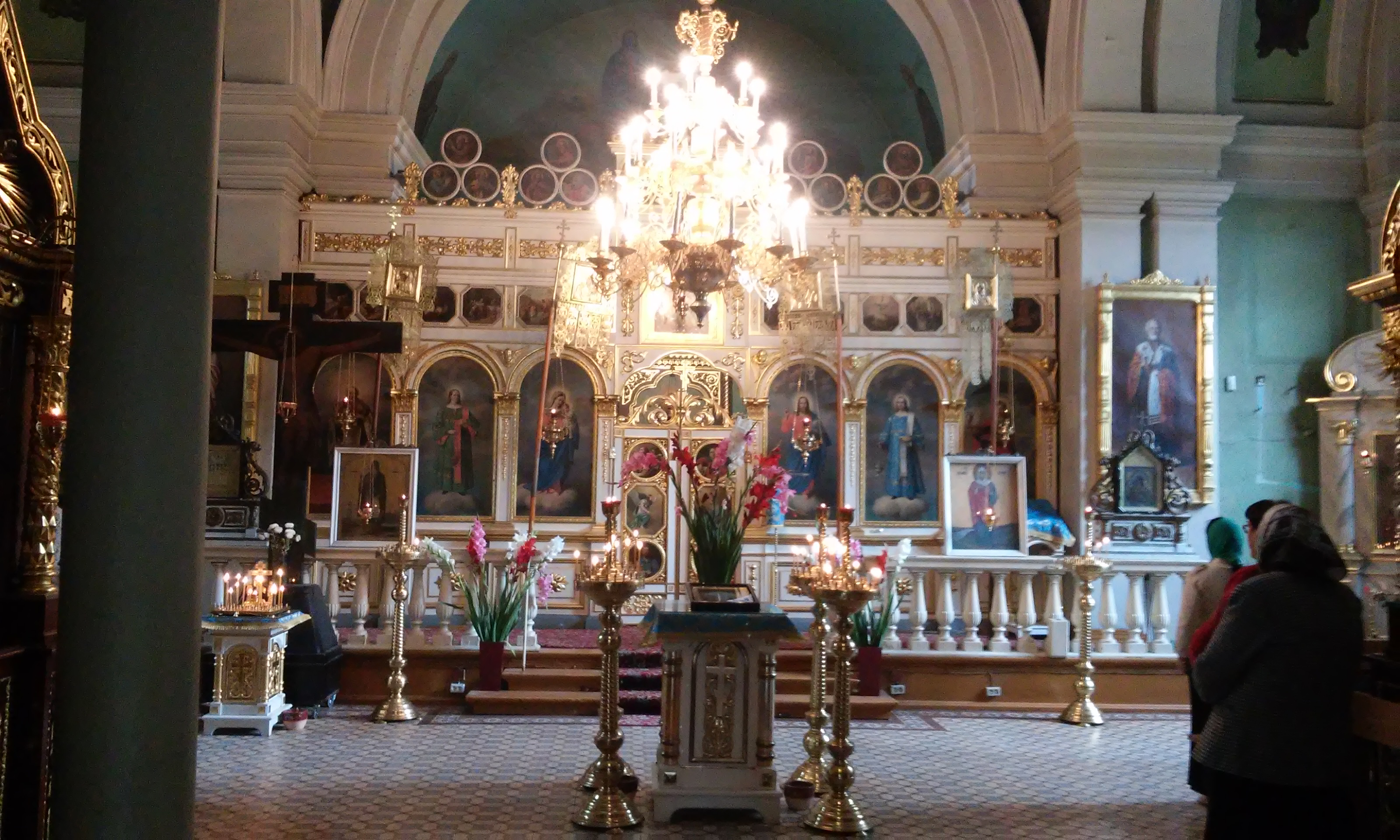
Kyrkans interiör mot ikonostasen.
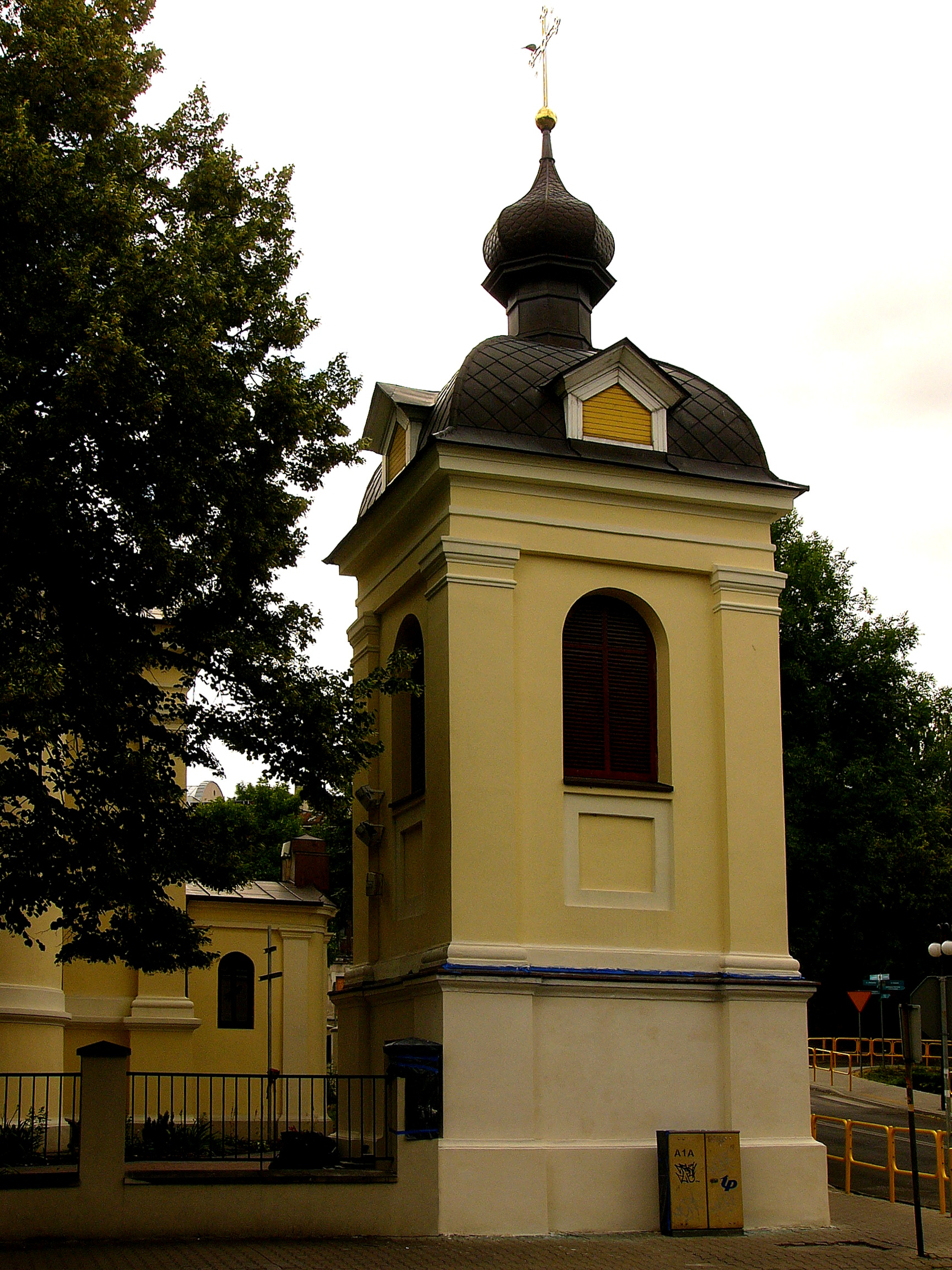
Klocktornet.